# Marlos
Marlos Romero Bonfim, meglio noto come Marlos (São José dos Pinhais, 7 giugno 1988), è un ex calciatore brasiliano naturalizzato ucraino, di ruolo centrocampista o ala.

## Caratteristiche tecniche
Gioca prevalentemente come ala destra, mancino forte fisicamente, in grado di giocare anche con il piede opposto, molto bravo tecnicamente, veloce, abilissimo nel creare superiorità numerica con i dribbling e nel realizzare assist. È un abile battitore di calci di rigore, nonché anche bravo con i calci di punizione.

## Carriera

### Club
Ha giocato inizialmente per il Coritiba, debuttando nel 2006 a 18 anni; durante il Campeonato Brasileiro Série A 2008 ha giocato 34 partite segnando 3 reti.
Nel giugno 2009 è passato al San Paolo.

#### Metalist Charkiv
Il 20 gennaio 2012 è passato al Metalist per 4 milioni di euro.
Globalmente ha giocato in tutte le competizioni 75 partite andando a segno 13 volte.

#### Shakhtar Donetsk
Il 4 luglio 2014 è passato allo Šachtar per 8 milioni di euro, firmando un contratto quinquennale.
Alla fine della prima stagione, gioca 21 partite segnando 4 goal in Prem"jer-liha.

#### Athletico Paranaense
Il 1⁰ febbraio 2022 firma un contratto annuale con l'Athletico Paranaense, lasciando il campionato ucraino dopo 10 anni.
Il 1º gennaio 2023 rimarrà svincolato a causa della scadenza del suo contratto annuale.

### Nazionale
Il 30 settembre 2017 pochi giorni dopo aver ricevuto il passaporto ucraino viene convocato dal CT Andrij Shevchenko per la nazionale ucraina. 
Il 6 ottobre 2017 fa il suo esordio nella partita valida per le qualificazioni al mondiale del 2018 contro la nazionale del Kosovo.
Viene convocato dal CT Andrij Ševčenko per gli Europei 2020, dove gioca due match.
Il 19 agosto 2021, annuncia il ritiro dalla nazionale.

## Statistiche

### Presenze e reti nei club
Statistiche aggiornate al 21 giugno 2021.
| Stagione         | Squadra          | Campionato       | Campionato | Campionato | Coppe nazionali | Coppe nazionali | Coppe nazionali | Coppe continentali | Coppe continentali | Coppe continentali | Altre coppe | Altre coppe | Altre coppe | Totale | Totale |
| Stagione         | Squadra          | Comp             | Pres       | Reti       | Comp            | Pres            | Reti            | Comp               | Pres               | Reti               | Comp        | Pres        | Reti        | Pres   | Reti   |
| ---------------- | ---------------- | ---------------- | ---------- | ---------- | --------------- | --------------- | --------------- | ------------------ | ------------------ | ------------------ | ----------- | ----------- | ----------- | ------ | ------ |
| 2008             | Coritiba         | A                | 33         | 3          | CB              | 0               | 0               | -                  | -                  | -                  | -           | -           | -           | 33     | 3      |
| 2009             | Coritiba         | A                | 1          | 0          | CB              | 0               | 0               | -                  | -                  | -                  | -           | -           | -           | 1      | 0      |
| Totale Coritiba  | Totale Coritiba  | Totale Coritiba  | 34         | 3          |                 | 0               | 0               |                    | 0                  | 0                  |             | -           | -           | 34     | 3      |
| 2009             | San Paolo        | A1/SP+A          | 0+26       | 0+1        | CB              | 0               | 0               | CL                 | 1                  | 0                  | -           | -           | -           | 27     | 1      |
| 2010             | San Paolo        | A1/SP+A          | 13+33      | 1+4        | CB              | 0               | 0               | CL                 | 8                  | 0                  | -           | -           | -           | 54     | 5      |
| 2011             | San Paolo        | A1/SP+A          | 18+26      | 1+4        | CB              | 7               | 0               | CCS                | 3                  | 0                  | -           | -           | -           | 54     | 5      |
| Totale San Paolo | Totale San Paolo | Totale San Paolo | 116        | 11         |                 | 7               | 0               |                    | 12                 | 0                  |             | -           | -           | 135    | 11     |
| gen.-giu.2012    | Metalist         | PL               | 9          | 1          | KU              | 0               | 0               | UEL                | 6                  | 1                  | -           | -           | -           | 15     | 2      |
| 2012-2013        | Metalist         | PL               | 27         | 5          | KU              | 2               | 2               | UEL                | 10                 | 1                  | -           | -           | -           | 39     | 8      |
| 2013-2014        | Metalist         | PL               | 17         | 3          | KU              | 2               | 0               | UCL                | 2                  | 0                  | -           | -           | -           | 21     | 3      |
| Totale Metalist  | Totale Metalist  | Totale Metalist  | 53         | 9          |                 | 4               | 2               |                    | 18                 | 2                  |             | -           | -           | 75     | 13     |
| 2014-2015        | Šachtar          | PL               | 21         | 4          | KU              | 7               | 0               | UCL                | 6                  | 0                  | SU          | 1           | 1           | 35     | 5      |
| 2015-2016        | Šachtar          | PL               | 24         | 8          | KU              | 5               | 0               | UCL+UEL            | 10+8               | 2+2                | SU          | 1           | 0           | 48     | 12     |
| 2016-2017        | Šachtar          | PL               | 29         | 3          | KU              | 3               | 2               | UCL+UEL            | 2+9                | 0+2                | SU          | 1           | 0           | 44     | 7      |
| 2017-2018        | Šachtar          | PL               | 29         | 18         | KU              | 3               | 2               | UCL                | 8                  | 2                  | SU          | 1           | 0           | 41     | 22     |
| 2018-2019        | Šachtar          | PL               | 19         | 9          | KU              | 1               | 0               | UCL+UEL            | 3+2                | 0+1                | SU          | 1           | 0           | 26     | 10     |
| 2019-2020        | Šachtar          | PL               | 24         | 13         | KU              | 1               | 0               | UCL+UEL            | 5+5                | 0+0                | SU          | 1           | 0           | 36     | 13     |
| 2020-2021        | Šachtar          | PL               | 19         | 2          | KU              | 1               | 0               | UCL+UEL            | 6+4                | 0+0                | SU          | 1           | 0           | 31     | 2      |
| 2021-2022        | Šachtar          | PL               | 15         | 2          | KU              | 1               | 0               | UCL                | 10                 | 1                  | SU          | 1           | 0           | 27     | 3      |
| Totale Šachtar   | Totale Šachtar   | Totale Šachtar   | 180        | 59         |                 | 22              | 4               |                    | 78                 | 10                 |             | 8           | 1           | 288    | 74     |
| 2022             | Athl. Paranaense | A                | 4          | 0          | CB              | 2               | 2               | CL                 | 4                  | 0                  | -           | -           | -           | 10     | 2      |
| Totale carriera  | Totale carriera  | Totale carriera  | 387        | 82         |                 | 35              | 8               |                    | 112                | 12                 |             | 8           | 1           | 542    | 103    |

### Cronologia presenze e reti in nazionale
| Cronologia completa delle presenze e delle reti in nazionale ― Ucraina | Cronologia completa delle presenze e delle reti in nazionale ― Ucraina | Cronologia completa delle presenze e delle reti in nazionale ― Ucraina | Cronologia completa delle presenze e delle reti in nazionale ― Ucraina | Cronologia completa delle presenze e delle reti in nazionale ― Ucraina | Cronologia completa delle presenze e delle reti in nazionale ― Ucraina | Cronologia completa delle presenze e delle reti in nazionale ― Ucraina | Cronologia completa delle presenze e delle reti in nazionale ― Ucraina |
| Data                                                                   | Città                                                                  | In casa                                                                | Risultato                                                              | Ospiti                                                                 | Competizione                                                           | Reti                                                                   | Note                                                                   |
| ---------------------------------------------------------------------- | ---------------------------------------------------------------------- | ---------------------------------------------------------------------- | ---------------------------------------------------------------------- | ---------------------------------------------------------------------- | ---------------------------------------------------------------------- | ---------------------------------------------------------------------- | ---------------------------------------------------------------------- |
| 6-10-2017                                                              | Scutari                                                                | Kosovo                                                                 | 0 – 2                                                                  | Ucraina                                                                | Qual. Mondiali 2018                                                    | -                                                                      | 46’                                                                    |
| 9-10-2017                                                              | Kiev                                                                   | Ucraina                                                                | 0 – 2                                                                  | Croazia                                                                | Qual. Mondiali 2018                                                    | -                                                                      | 78’                                                                    |
| 10-11-2017                                                             | Leopoli                                                                | Ucraina                                                                | 2 – 1                                                                  | Slovacchia                                                             | Amichevole                                                             | -                                                                      | 77’                                                                    |
| 23-3-2018                                                              | Marbella                                                               | Arabia Saudita                                                         | 1 – 1                                                                  | Ucraina                                                                | Amichevole                                                             | -                                                                      | 85’                                                                    |
| 27-3-2018                                                              | Liegi                                                                  | Giappone                                                               | 1 – 2                                                                  | Ucraina                                                                | Amichevole                                                             | -                                                                      |                                                                        |
| 31-5-2018                                                              | Ginevra                                                                | Marocco                                                                | 0 – 0                                                                  | Ucraina                                                                | Amichevole                                                             | -                                                                      | 46’                                                                    |
| 2-6-2018                                                               | Évian-les-Bains                                                        | Albania                                                                | 1 – 4                                                                  | Ucraina                                                                | Amichevole                                                             | -                                                                      | 57’                                                                    |
| 6-9-2018                                                               | Uherské Hradiště                                                       | Rep. Ceca                                                              | 1 – 2                                                                  | Ucraina                                                                | UEFA Nations League 2018-2019 - 1º turno                               | -                                                                      |                                                                        |
| 9-9-2018                                                               | Kiev                                                                   | Ucraina                                                                | 1 – 0                                                                  | Slovacchia                                                             | UEFA Nations League 2018-2019 - 1º turno                               | -                                                                      |                                                                        |
| 10-10-2018                                                             | Genova                                                                 | Italia                                                                 | 1 – 1                                                                  | Ucraina                                                                | Amichevole                                                             | -                                                                      | 46’                                                                    |
| 16-10-2018                                                             | Kiev                                                                   | Ucraina                                                                | 1 – 0                                                                  | Rep. Ceca                                                              | UEFA Nations League 2018-2019 - 1º turno                               | -                                                                      |                                                                        |
| 22-3-2019                                                              | Lisbona                                                                | Portogallo                                                             | 0 – 0                                                                  | Ucraina                                                                | Qual. Euro 2020                                                        | -                                                                      | 67’                                                                    |
| 7-9-2019                                                               | Vilnius                                                                | Lituania                                                               | 0 – 3                                                                  | Ucraina                                                                | Qual. Euro 2020                                                        | 1                                                                      |                                                                        |
| 10-9-2019                                                              | Dnipropetrovsk                                                         | Ucraina                                                                | 2 – 2                                                                  | Nigeria                                                                | Amichevole                                                             | -                                                                      | 58’                                                                    |
| 11-10-2019                                                             | Kharkiv                                                                | Ucraina                                                                | 2 – 0                                                                  | Lituania                                                               | Qual. Euro 2020                                                        | -                                                                      | 59’                                                                    |
| 14-10-2019                                                             | Kiev                                                                   | Ucraina                                                                | 2 – 1                                                                  | Portogallo                                                             | Qual. Euro 2020                                                        | -                                                                      | 63’                                                                    |
| 6-9-2020                                                               | Madrid                                                                 | Spagna                                                                 | 4 – 0                                                                  | Ucraina                                                                | UEFA Nations League 2020-2021 - 1º turno                               | -                                                                      | 55’                                                                    |
| 10-10-2020                                                             | Kiev                                                                   | Ucraina                                                                | 1 – 2                                                                  | Germania                                                               | UEFA Nations League 2020-2021 - 1º turno                               | -                                                                      | 69’                                                                    |
| 11-11-2020                                                             | Chorzów                                                                | Polonia                                                                | 2 – 0                                                                  | Ucraina                                                                | Amichevole                                                             | -                                                                      | 46’                                                                    |
| 14-11-2020                                                             | Lipsia                                                                 | Germania                                                               | 3 – 1                                                                  | Ucraina                                                                | UEFA Nations League 2020-2021 - 1º turno                               | -                                                                      |                                                                        |
| 28-3-2021                                                              | Kiev                                                                   | Ucraina                                                                | 1 – 1                                                                  | Finlandia                                                              | Qual. Mondiali 2022                                                    | -                                                                      | 58’                                                                    |
| 31-3-2021                                                              | Kiev                                                                   | Ucraina                                                                | 1 – 1                                                                  | Kazakistan                                                             | Qual. Mondiali 2022                                                    | -                                                                      | 67’ 89’                                                                |
| 23-5-2021                                                              | Kharkiv                                                                | Ucraina                                                                | 1 – 1                                                                  | Bahrein                                                                | Amichevole                                                             | -                                                                      |                                                                        |
| 3-6-2021                                                               | Dnipro                                                                 | Ucraina                                                                | 1 – 0                                                                  | Irlanda del Nord                                                       | Amichevole                                                             | -                                                                      | 46’                                                                    |
| 7-6-2021                                                               | Kharkiv                                                                | Ucraina                                                                | 4 – 0                                                                  | Cipro                                                                  | Amichevole                                                             | -                                                                      | 46’                                                                    |
| 13-6-2021                                                              | Amsterdam                                                              | Paesi Bassi                                                            | 3 – 2                                                                  | Ucraina                                                                | Euro 2020 - 1º turno                                                   | -                                                                      | 13’ 64’                                                                |
| 21-6-2021                                                              | Bucarest                                                               | Ucraina                                                                | 0 – 1                                                                  | Austria                                                                | Euro 2020 - 1º turno                                                   | -                                                                      | 68’                                                                    |
| Totale                                                                 |                                                                        | Presenze                                                               | 27                                                                     |                                                                        | Reti                                                                   | 1                                                                      |                                                                        |

## Palmarès

### Club

#### Competizioni nazionali
- Campionato brasiliano di seconda divisione: 1

Coritiba: 2007
- Supercoppa d'Ucraina: 4

Šachtar: 2014, 2015, 2017, 2021
- Coppa d'Ucraina: 4

Šachtar: 2015-2016, 2016-2017, 2017-2018, 2018-2019
- Campionato ucraino: 4

Šachtar: 2016-2017, 2017-2018, 2018-2019, 2019-2020

#### Competizioni statali
- Campionato Paranaense: 1

Coritiba: 2008

### Individuale
- Squadra della stagione della UEFA Europa League: 1

2015-2016
- Miglior giocatore del Campionato ucraino ("Komanda"): 1

2016